# Dubiaranea cekalovici
Dubiaranea cekalovici är en spindelart som först beskrevs av Alfred Frank Millidge 1985.  Dubiaranea cekalovici ingår i släktet Dubiaranea och familjen täckvävarspindlar. Inga underarter finns listade i Catalogue of Life.